# Enciclopedia Cugetarea
L' Enciclopedia Cugetarea est une encyclopédie axée sur l'histoire et la culture des roumains, compilée par Lucian Predescu entre 1936 et 1939, et publiée en 1940 par Editura Cugetarea – Georgescu Delafras de Bucarest.
La principale motivation de la rédaction de cette encyclopédie était, selon l'auteur, le fait que « nous, roumains, n'avons pas d'encyclopédie à nous dans laquelle ne palpite que l'énergie roumaine » et que « les encyclopédies étrangères négligent presque complètement le matériel roumain ».
Elle a été imprimée par Petre Georgescu-Delafras, avec la collaboration de Ștefan Ionescu, le sous-directeur de l'eidturii.
Elle été réédité en 1999 par les éditions Saeculum et Vestala.

## Éditions
- (ro) Lucian Predescu, Enciclopedia Cugetarea: Material românesc. Oameni și înfăptuiri, Bucarest, Institutul de Arte Grafice Cugetarea – P.C. Georgescu Delafras, 1940
- (ro) Lucian Predescu, Enciclopedia României/Cugetarea: Material românesc. Oameni și înfăptuiri, Bucarest, Editura Saeculum I.O./Editura Vestala, 1999